# لایوش‌میژه
شهر لایوش‌میژه (به مجاری: Lajosmizse) در باچ-کیش‌کون در کشور مجارستان واقع شده‌است. جمعیت این شهر ۱۱٫۱۶۵ نفر  است.